# Live in Athens 1987
Live in Athens 1987 ist das fünfte Live- und das zweiundzwanzigste Album insgesamt des englischen Singer-Songwriters und Rock-Musikers Peter Gabriel und wurde am 16. Oktober 2020 von Real World Records veröffentlicht. Dessen Aufnahmen entstanden ursprünglich bei drei Konzerten der This Way Up Tour im Jahr 1987 im Amphitheater auf dem Lykabettus in Athen.

## Hintergrund
Es handelt sich um eine Audio-Veröffentlichung des Konzertfilmes Live in Athens 1987, der bereits am 16. September 2013 als eigenständige Veröffentlichung erschien.

## Veröffentlichung
Im Jahr 1990 erschien die Aufnahme der drei Konzerte erstmals als Video auf VHS und Laserdisc unter dem Namen PoV. Im Jahr 2012 wurde zu dem 25-jährigen Jubiläum des Albums So eine erweiterte, restaurierte und neu abgemischte Version des Films unter dem Namen Live in Athens 1987 auf DVD in dem 25th Anniversary-Box Set des Albums mit einem zusätzlichen Audio-Album auf 2 CDs veröffentlicht.
Am 16. Oktober 2020 wurde Live in Athens 1987 schließlich auch als eigenständiges Audio-Album veröffentlicht. Das Set von Youssou N’Dour und Le Super Étoile de Dakar war bereits zuvor auf CD unter dem Namen Fatteliku: Live in Athens 1987 am 15. Oktober 2015 im Gegensatz zu dem Video getrennt veröffentlicht worden.

## Entstehung
Im Jahr 2012 wurde das Audiomaterial restauriert und von Ben Findlay gleichzeitig mit dem gleichnamigen Konzertfilm für die im Oktober 2012 veröffentlichte Fassung des Albums So zu dessen 25-jährigem Bestehen neu abgemischt. Gegenüber dem PoV-Mix ist sie deutlich detailklarer. Viele musikalische Einzelheiten, wie die Gitarren- oder die unterschiedlichen Schlagzeug-Sounds treten wesentlich deutlicher hervor.
Am 16. Oktober 2020 erschien das Album erstmals als eigenständige Veröffentlichung auf CD und erstmals überhaupt auf Vinyl. Hierbei handelt sich um ein 2-LP-Set mit einer Einzelhülle mit breitem Rücken und vollfarbig bedruckten Innenhüllen, die ein hier erstmals verwendetes neues Artwork von Marc Bessant, Gabriels langjährigem Designer, aufweisen. In Anspielung auf das Plays Live-Album zeigt das Coverbild eine neuere Nahaufnahme von Gabriel, aufgenommen von dem Fotografen Armando Gallo, während das hintere Cover, auf dem Gabriel zu sehen ist, wie er sich rückwärts in das Publikum fallen lässt, von Guido Harari stammt. Das Plays Live-Cover fängt einen Moment der Stille ein, das von Live In Athens 1987 zeigt dagegen Gabriel in Bewegung. Das Vinyl-Album wurde von Matt Colton bei Alchemy Mastering in halber Geschwindigkeit remastered und auf 33 rpm geschnitten und wird mit einem hochauflösenden Audio-Download-Code (24 bit oder 16 bit) geliefert.
Gegenüber der Video-Veröffentlichung des Materials wurden für das Audio-Album Live in Athens 1987 der Instrumental-Titel Quiet And Alone am Ende weggelassen.

## Titelliste
Alle Lieder wurden von Peter Gabriel geschrieben, außer This is the Picture (Excellent Birds), das von Peter Gabriel gemeinsam mit Laurie Anderson geschrieben wurde.

### Disc 1
1. This is the Picture (Excellent Birds) – 5:57
2. San Jacinto – 7:27
3. Shock the Monkey – 6:45
4. Family Snapshot – 4:36
5. Intruder – 5:26
6. Games Without Frontiers – 5:29
7. No Self Control – 6:16
8. Mercy Street – 9:15
9. The Family And The Fishing Net – 7:09

Gesamtspielzeit (Disc 1): 58:20

### Disc 2
1. Don’t Give Up – 8:17
2. Solsbury Hill – 5:11
3. Lay Your Hands on Me – 6:15
4. Sledgehammer – 5:07
5. Here Comes the Flood – 2:48
6. In Your Eyes – 10:38
7. Biko – 9:38

Gesamtspielzeit (Disc 2): 47:54

Gesamtspielzeit (Disc 1–2): 1:46:14

## Mitwirkende

### Hauptmusiker
- Peter Gabriel – Gesang, Keyboards, Vogelstimmen, Perkussion, Marimba
- Manu Katché – Schlagzeug
- Tony Levin – Bassgitarre, Keyboards, Begleitgesang
- David Rhodes – E-Gitarre, Begleitgesang
- David Sancious – Keyboards

### Gastmusiker
- Le Super Étoile de Dakar – Gastmusiker (auf In Your Eyes)
- Youssou N’Dour – Gastsänger, Marimba (auf In Your Eyes)

### Technische Unterstützung
- Laurie Anderson – Songwriterin (This is the Picture (Excellent Birds) unter dem Titel Excellent Birds)
- Richard Bidgood – Gitarren-Techniker
- Marc Bessant – Cover-Artwork
- David Bottrill – Original 1987 Mixing, Ausrüstung von Peter Gabriel
- Brian Coles – Tour-Manager
- Matt Colton – Lacquer Cut-Mastering
- Ian Cooper – Half-Speed-Mastering
- Effanel Music – Tontechnik am Veranstaltungsort
- Randy Ezratty – Tontechniker am Veranstaltungsort
- Ben Findlay – Mixing, Musikproduzent
- Billy Francis – Tour-Manager
- Clive Franks – Tontechniker
- Peter Gabriel – Songwriter
- Armando Gallo – Frontcover-Foto
- Nguyen Green – Mixing-Assistent
- Guido Harari – Backcover-Foto
- John Harris – Tontechniker am Veranstaltungsort
- Oli Jacobs – Mixing-Assistent
- Kevin Killen – Original 1987 Mixing, Tontechniker am Veranstaltungsort
- Roy Lamb – Produktions-Manager
- Bill Leabody – Produktions-Manager
- Andy Moore – Gitarren-Techniker
- Shaun Murkett – Versuche
- Annie Parsons – Assistentin für Peter Gabriel
- Mark Rafelson – Gitarren-Techniker
- Mark Shane – Tontechniker am Veranstaltungsort
- Jonathan Smeeton – Beleuchtungsmeister
- David Stallbaumer – Bühnenmeister
- David Taraskevics – Schlagzeug-Techniker
- Nige Tassell – Lines Notes